# Laurent Seroussi
Laurent Seroussi est un photographe, graphiste et réalisateur français né le 17 février 1970. Il a étudié au Royal College of Printing de Londres, ainsi qu'à la Cooper Union for the Advancement of Science and Art de New York. Il est diplômé de l’École Nationale Supérieure des Arts Décoratifs.
Il a travaillé sur des pochettes d’albums, réalisé des clips pour plusieurs artistes notoires, mais s'est également illustré par des mises en scène d'artistes de la chanson ou de comédies musicales.

## Ses œuvres

### Pochettes d'albums musicaux
Laurent Seroussi a conçu les pochettes des albums suivants :
- No One Is Innocent - No One Is Innocent (1994)
- No One Is Innocent - Utopia (1997)
- Alain Bashung - Fantaisie militaire (1998)
- Axelle Renoir - Rose (1998)
- Suprême NTM - Suprême NTM (1998)
- Jane Birkin - À la légère (1998)
- Jacques Higelin - Paradis païen (1998)
- -M- - Je dis aime (1999)
- Mass Hysteria - Contraddiction (1999)
- Franck Monnet - Les embellies (2000)
- Mass Hysteria - De cercle en cercle (2001)
- Lacquer - Overloaded - Behind (2003)
- -M- - Qui de nous deux (2003)
- Clarika - Joker (2004)
- No One Is Innocent - Révolution.com (2004)
- Franck Monnet, Au grand jour (2004)
- Zazie - Rodéo (2004)
- Nolwenn Leroy - Histoires naturelles (2005)
- -M- - En tête en tête (2005)
- Hubert-Félix Thiéfaine - Scandale mélancolique (2005)
- Saïan Supa Crew - Hold Up (2005)
- Zazie - Rodéo Tour (2006)
- Renan Luce - Repenti (2006)
- Dick Annegarn - Le Grand Dîner (2006)
- Zazie - Totem (2007)
- No One Is Innocent - Gazoline (2007)
- Mass Hysteria - Une somme de détails (2007)
- Yael Naim - Yael Naim (2007)
- Arthur H - L'Homme du monde (2008)
- Zazie - Zest of (2008)
- Marina - Libellule (2008)
- Emmanuel Moire - L'Équilibre (2009)
- Pauline - La Vie du bon côté (2010)
- Zazie - Za7ie (2010)
- Calogero - V.O.-V.S. (2010)
- Maya Barsony - Monter amoureuse (2011)
- Stéphane Belmondo - The Same as It Never Was Before (2011)
- No One Is Innocent - Drugstore (2011)
- Luce, Première Phalange (2011)
- Jérôme Van Den Hole  - Jérôme Van Den Hole (2011)
- Claire Diterzi - Le Salon des refusées (2013)
- Christophe Willem - Paraît-il (2014)
- Calogero - Liberté chérie (2017)
- Stephan Eicher - Hüh! (2019)

- Zazie - Essenciel (2018)

- Zazie - Air (2023)

### Clips musicaux
Il a également réalisé plusieurs clips musicaux :
- Thomas Fersen - Irène[2]
- -M- - Onde sensuelle (1998)[3]
- Faouzi - Le noir me met à l'abri (1998)[4]
- Faouzi - Comme le vent (1999)[5]
- Doriand - L'eau minérale (1999)[6]
- Françoise Hardy et Jacques Dutronc - Puisque vous partez en voyage (2000)[7]
- Tziganes - Tikana (2000)[8], nomination aux Victoires de la musique 2001
- Axel Bauer - Personne n'est parfait (2000)[9]
- Pure Orchestra - U & I (2001)[10]
- Henri Salvador - Jazz Méditerranée (2001)[11]
- -M- - La bonne étoile, avec la participation de l'acteur Vincent Lindon (2005)[12], prix des Meilleurs Effets Spéciaux au Festival International du Clip 2005, nomination aux Victoires de la Musique 2006
- Yael Naim - New Soul (2007)
- Zazie - Avant l'amour (2010)
- Luce (chanteuse) - Été Noir (2011)
- Calogero - Par Choix ou Par Hasard (2023)

Laurent Seroussi apparaît également dans le clip musical de Zazie FM Air, peigné de bleu, en référence à la pochette d'album Rodéo qu'il a conçu pour elle.

### Campagnes de publicités
- Reporters sans frontières
- Sécurité routière
- Absolut Vodka
- Johnnie Walker
- Marithé & François Girbaud / Actlive
- Kronenbourg (2009)
- Nocibé (2009)
- Actimel (2010)
- Nesfluid (2011)

### Films publicitaires
- 2001 - Web web[15],[16]
- 2001 - Cat web[17]
- 2001 - Cofinoga  : Fêtes[18]
- 2001 - Cofinoga  : Soldes[19]
- 2001 - Cofinoga  : Bientôt[20]
- 2002 - Cofinoga  : Ski[21]
- 2002 - Cofinoga  : Rentrée[22]
- 2002 - Orangina rouge : Mort du ballon rond[23]
- 2002 - Orangina rouge : décapsuleur[24]
- 2002 - Carte Noire instinct : Loupette chaperon[25]
- 2002 - Citroën promotions : Mains chaudes Berlingo hdi[26]
- 2002 - Citroën promotions : Mains chaudes Xsara hdi[27]
- 2002 - Citroën promotions : Mains chaudes C5 hdi[28]
- 2002 - Citroën promotions : Mains chaudes Xsara Picasso hdi[29]
- 2003 - Cofinoga  : Ski[30]
- 2003 - Cofinoga  : Soldes[31]
- 2003 - Carte Noire instinct : Poissons[32]
- 2003 - Carte Noire instinct : Pinceau[33]
- 2003 - Carte Noire instinct : Fleurs[34]
- 2003 - Imagine de Suchard : Poursuite (11 s)[35]
- 2004 - Imagine de Suchard : Poursuite (31 s)[36]
- 2004 - Imagine de Suchard : Poursuite (14 s)[37]

### Mises en scène et scénographie
- 2014 - Mise en scène de la tournée LES FEUX d’ARTIFICE de Calogero
- 2015 - Mise en scène de la tournée PARIS de Zaz
- 2015 - Scénographie de l’exposition INSECTA au Palais Royal de Bruxelles
- 2016 - Mise en scène en binome avec François Chouquet de la Comédie Musicale Le Rouge et le Noir
- 2022 - Mise en scène de la tournée des festivals Centre Ville de Calogero

## Distinctions
- 2001 - Nomination aux Victoires de la Musique pour le meilleur Clip Puisque vous partez en Voyage de Jacques Dutronc et Françoise Hardy
- 2005 - Premier Prix du Club des Directeurs Artistiques pour la meilleure campagne publicitaire pour la Sécurité Routière
- 2006 - Nomination aux Victoires de la Musique pour le meilleur Clip La Bonne Étoile de Matthieu Chédid
- 2017 - Nomination au Globe de cristal pour la meilleure Mise en scène de la Comédie Musicale Le Rouge et le Noir
- 2017 - Elu Meilleur Photographe de l’Année (ex-aequo avec Bruno Aveillant) Hit D’or par CB News